# Тамаченки
Тамаче́нки (рос. Тамаченки) — присілок в Кезькому районі Удмуртії, Росія.
Населення — 59 осіб (2010; 82 в 2002).
Національний склад станом на 2002 рік:
- удмурти — 98 %